# Deltaspis cruentus
Deltaspis cruentus là một loài bọ cánh cứng trong họ Cerambycidae.